# Réseau Sentinelles
Réseau Sentinelles — сеть, которая включает 1260 частых врачей общей практики (то есть, 2 % от общего числа частых терапевтов французской метрополии), добровольцев и волонтёров, распределенных на территории французской метрополии. Членов этой сети называют «врачи часовые», «караульные», «стоящие на страже». Этой сетью, созданной в 1984 году профессором Аленом Жаком Валероном (A.J. Valleron), руководит Совместный исследовательский центр в области здравоохранения Inserm — университете Пьер и Мари Кюри. Его целью является контроль 14 индикаторов здоровья.

## Постоянный контроль 14 индикаторов здоровья
Эта национальная система контроля позволяет собирать, анализировать, прогнозировать и распространять в реальном времени эпидемиологические данные, полученные в результате профессиональной деятельности частных врачей общей практики. Она включена в системы контроля, реализуемые Институтом Санитарного Контроля (InVS) (CNIL № 471 393).
14 заболеваний, за которыми осуществляется контроль, соответствуют 11 инфекционным показателям:
- Грипп с 1984 года
- Острая диарея (гастроэнтерит) с 1990 г.
- Корь с 1894 г.
- Эпидемический паротит с 1985 г.
- Ветряная оспа с 1990 г.
- Опоясывающий лишай с 2004 г.
- Мужской уретрит с 1984 г.
- Гепатит A, B,C , с 2000 г.

А также 3 неинфекционных показателя:
- Астма с 2002 г.
- Попытки самоубийства с 1999 г.
- Госпитализация с 1997

Что касается гриппа, гастроэнтерита и ветряной оспы, этот контроль позволяет обнаружить, оповестить заранее и предвидеть возникновение национальных и региональных эпидемий.
Данные, без указания имен, передаются врачами «часовыми» через Интернет и снабжают базу данных (Геоинформационная система). Еженедельный бюллетень Sentiweb-Hebdo выходит по вторникам на портале «сеть Часовых» и распространяется по электронной почте более чем 4 000 абонентам, также как в крупные национальные издания. «Годовой отчет» также публикуется со всеми данными, затем размещается на Интернет-сайте в разделе «документы и годовые отчеты».
Сеть «Часовые» является центром, сотрудничающим со Всемирной организации здоровья (OMC) в области электронного контроля инфекционные заболевания.

## Научные исследования
Данные, полученные сетью «Часовые» позволяет выработать:
- Модели обнаружения и оповещения, основанные на так называемом методе «змеи Serfling» (Costagliola D. et coll., Am. J. Public Health, 1991)
- Модели предупреждения эпидемий в различных географических масштабах (метод аналогий: Viboud C. et coll., Am J Epidemiol, 2003)

## Этимологияна местах
При этой сети организовываются разовые эпидемиологические исследования Они осуществляются с учетом эпидемиологических практик, опубликованных Ассоциации эпидемиологов на французском языке (ADELF). Они все имеют написанный порядковый номер и входят в итоговый отчет исследования. Они подвергаются процедуре внутреннего аудита, направленного на обеспечения их качества и получили одобрение CNIL (Comission nationale de l’information et des libértés).(№ 471 393). Результаты этих исследований выложены на сайте сети «Часовые» в разделе «документы и отдельные исследования»